# 皮尔鲍姆
皮尔鲍姆是德国巴伐利亚州的一个市镇。总面积50.26平方公里，总人口5639人，其中男性2826人，女性2813人（2011年12月31日），人口密度112人/平方公里。